# داویت ماتئوسیان
داویت قوندی ماتئوسیان (ارمنی: Դավիթ Ղեւոնդի Մաթեւոսյան؛ زادهٔ ۲۲ مارس ۱۹۶۰) یک سیاستمدار اهل ارمنستان بود که از تاریخ ۱۹۹۵ تا تاریخ ۱۹۹۹ سمت نمایندگی دوره اول مجلس ملی جمهوری ارمنستان را برعهده داشت.

## زندگی‌نامه
در ۲۲ مارس ۱۹۶۰ ‏ در روستای کارچوان به دنیا آمد و از دانشگاه ملی علوم کشاورزی ارمنستان فارغ‌التحصیل شد.  وی در ۲۳ اکتبر ۲۰۲۰  در جریان جنگ ۴۴روزه در سن ۶۰ سالگی در نرنادزور کشته شد..